# Халоалкан
Халоалканите (също халогеноалкани или алкилхалиди) са група химични съединения, които се произвеждат от алкани, съдържащи един или повече халогена. Те са част от общия клас на халоген-органичните съединения. Те имат широко пирложение и имат най-различни търговски наименования. Използват се като огнезащитни средства, за пожарогасене, хладилни агенти, разтворители и лекарства. Много от халоалканите са доказани за токсични и сериозни замърсители на околната среда. например, хлорофлуоровъглеродите водят до изтъняване на озоновия слой.
Единствено халоалканите, съдържащи хлор, бром и йод, представляват заплаха за озоновия слой, но флуорираните летливи халоалкани на теория също могат да действат като парникови газове. Бромометанът е противоречиво дезинфекционно средство, но йодометанът, който възниква естествено в природата, няма озоноизтъняващи свойства. Халоалканите се обозначават с обща формула „RX“, където R е алкилната група, а X е халоген (F, Cl, Br, I).
Халоалканите са известни от векове. Хлороетан се произвежда по изкуствен път още през 15 век. Систематичният синтез на тези съединения се разработва през 19 век покрай разработването на органичната химия и разбирането на структурата на алканите. Така се появяват методи за избирателно образуване на C-халогенни връзки. Особено гъвкавите методи включват добавянето на халогени и алкени, хидрохалогениране на алкени и преобразуването на алкохоли в алкил халиди. Тези методи са толкова надеждни и толкова лесно изпълними, че халоалканите бързо и евтино намират приложение в химическата промишленост, тъй като халидът може допълнително да бъде заместен с друга функционална група.
И докато повечето халоалкани се произвеждат от хората, на Земята съществуват и природни източници на халоалкани, най-вече чрез ензим-медииран синтез при бактериите, гъбите и особено морските водорасли. Най-разпространените халоалкани са бромоалканите, вариращи от биологично произвеждани до ароматни и ненаситени (индоли, терпени, ацетогенини, феноли). Халогенираните алкани в наземните растения са по-редки. Съществуват и бактерии с дехалогениращи ензими, които премахват халоалкани. Смята се, че океаните освобождават 1 – 2 милиона тона бромометан на година.

## Класификация
От структурна гледна точка, халоалканите могат да се класифицират според свързаността на въглеродния атом, към кой е закрепен халогена. При първичните (1°) халоалкани, въглеродът, който носи халогенния атом, е свързан само с една алкилна група (например хлороетан CH
3CH
2Cl). При вторичните (2°) халоалкани, въглеродът, носещ халогенния атом, има две C–C връзки. При третичните (3°) халоалкани, въглеродът има три C–C връзки.
Халоалканите могат да се класифицират и според типа на халогена. Халоалканите, съдържащи въглерод, свързан с флуор, хлор, бром и йод, образуват съответно органофлуорни, органохлонир, органобромни и органойодни съединения. Съединения, съдържащи повече от един вид халоген, също са възможни. Няколко класа широко разпространени халоалкени се класифицират и като хлорофлуоровъглероди (CFCs), хидрохлорофлуоровъглероди (HCFC) и хидрофлуоровъглероди (HFC). Тези абревиатури се използват най-често при дискутиране на екологичното влияние на тези съединения.

## Свойства
Халоалканите като цяло приличат на алкани, бидейки безцветни, хидрофобни и относително без миризма. Точките на топене и на кипене на хлоро-, бромо- и йодоалканите са по-високи от аналогичните алкани. Това се дължи на увеличената здравина на междумолекулните сили – от дисперсионни сили до взаимодействие дипол-дипол, поради повишената поляризация. Така, тетрайодметанът (CI
4) е твърд, докато тетрахлорметанът (CCl
4) е течен. Много флуороалкани, обаче, имат по-ниски точки на топене и на кипене от нефлуорираните си аналози, поради намалената поляризация на флуора. Например, метанът (CH
4) има точка на топене -182,5 °C, докато тетрафлуорметанът (CF
4) има точка на топене -183,6 °C.
Тъй като съдържат по-малко C–H връзки, халовъглеродите са по-малко запалими от алканите, като някои от тях се използват за пожарогасене. Халоалканите са по-добри разтворители от съответните им алкани, поради повишената си поляризация. Халоалканите, съдържащи халогени различни от флуор, са по-реактивни от съответните им алкани. Именно тази реактивност стои в основата на повече противоречия около тези съединения. Много са алкилиращи агенти с първични халоалкани, като тези с най-тежките халогени са и най-активните. Неблагоприятните озоноизтъняващи свойства на CFC газовете се дължат на неустойчивостта на C-Cl връзката под въздействието на светлина и ултравиолетови лъчи.

## Получаване
Общите методи за получаване на халоалкани са реакциите на халогениране и хидрохалогениране, макар конкретните способни за получаване да зависят от естеството на халогена. Някои примерни реакции:
флуороалкани
{\displaystyle {\mathsf {CH_{2}\!\!=\!\!CH_{2}+HF\rightarrow CH_{3}CH_{2}F}}}
{\displaystyle {\mathsf {RCl+KF\rightarrow RF+KCl}}}
хлороалкани
{\displaystyle {\mathsf {CH_{4}+Cl_{2}{\xrightarrow[{}]{hv}}CH_{3}Cl+HCl}}}
{\displaystyle {\mathsf {CH_{3}OH+HCl{\xrightarrow[{}]{Al_{2}O_{3}}}CH_{3}Cl+H_{2}O}}}
{\displaystyle {\mathsf {CS_{2}+2Cl_{2}\rightarrow CCl_{4}+2S}}}
бромоалкани
{\displaystyle {\mathsf {RCH\!\!=\!\!CH_{2}+HBr{\xrightarrow[{}]{FeBr_{3}}}RCHBrCH_{3}}}}
{\displaystyle {\mathsf {RCH\!\!=\!\!CH_{2}+HBr{\xrightarrow[{}]{O_{2}}}RCH_{2}CH_{2}Br}}}